# 1310
Évszázadok: 13. század – 14. század – 15. század
Évtizedek: 1260-as évek – 1270-es évek – 1280-as évek – 1290-es évek – 1300-as évek – 1310-es évek – 1320-as évek – 1330-as évek – 1340-es évek – 1350-es évek – 1360-as évek
Évek: 1305 – 1306 – 1307 – 1308 –  1309 – 1310 – 1311 – 1312 – 1313 – 1314 – 1315

## Események

### Határozott dátumú események
- április 8. – Kán László uralkodójának fogadja el Károly Róbertet, és megesküszi, hogy a Szent Koronát július 1-jéig átadja.[1]
- július 10. – Velencében létrehozzák a Tízek Tanácsát.[2]
- augusztus 26. – II. Eduárd angol király parancsa szerint – az 1308-ban letartóztatott, és – Lincolnban őrzött templomosokat Londonba szállítják, hogy az inkvizíció kihallgathassa őket.[3]
- augusztus 27. – Károly Róbert ismételt – minden kritériumnak megfelelő – koronázása a Szent Koronával.[4]

### Határozatlan dátumú események
- az év folyamán – 
  - A Milánó feletti uralomért folyó harc a Viscontiak győzelmével végződik.
  - A cseh rendek uralkodónak választják Jánost.

## Születések
- április 30. – III. Kázmér lengyel király († 1370)
- október - Aragóniai Jolán lunai grófné († 1353)
- V. Orbán pápa († 1370)
- Savoyai Beatrix cseh királyné († 1331)

## Halálozások
- április 3. - Korikoszi Izabella örmény királyné
- április 15. - Al-Muzaffar Bajbarsz egyiptomi szultán
- június 5. - Lusignan Amalrik ciprusi régens (* 1270/1272)
- október 14. - Anjou Blanka aragóniai királyné (* 1280)